# Требисоуцы
Требисоуцы, Требисэуць (рум. Trebisăuți) — село в Бричанском районе Молдавии. Относится к сёлам, не образующим коммуну.

## География
Село расположено на высоте 213 метров над уровнем моря.

## Население
По данным переписи населения 2004 года, в селе Требисэуць проживает 2063 человека (945 мужчин, 1118 женщин).
Этнический состав села:
| Национальность | Число жителей | Процентный состав |
| -------------- | ------------- | ----------------- |
| молдаване      | 2000          | 96,95             |
| украинцы       | 36            | 1,75              |
| русские        | 17            | 0,82              |
| румыны         | 8             | 0,39              |
| прочие         | 2             | 0,1               |
| Всего          | 2063          | 100 %             |

## Известные уроженцы
- Бельский, Константин Францевич (1924—1977) — новатор сельскохозяйственного производства, Герой Социалистического Труда.